# Francesco Squarcione
(Roberto Longhi)
Francesco Squarcione (Padova, 1397 – 1468) è stato un pittore e collezionista d'arte italiano.

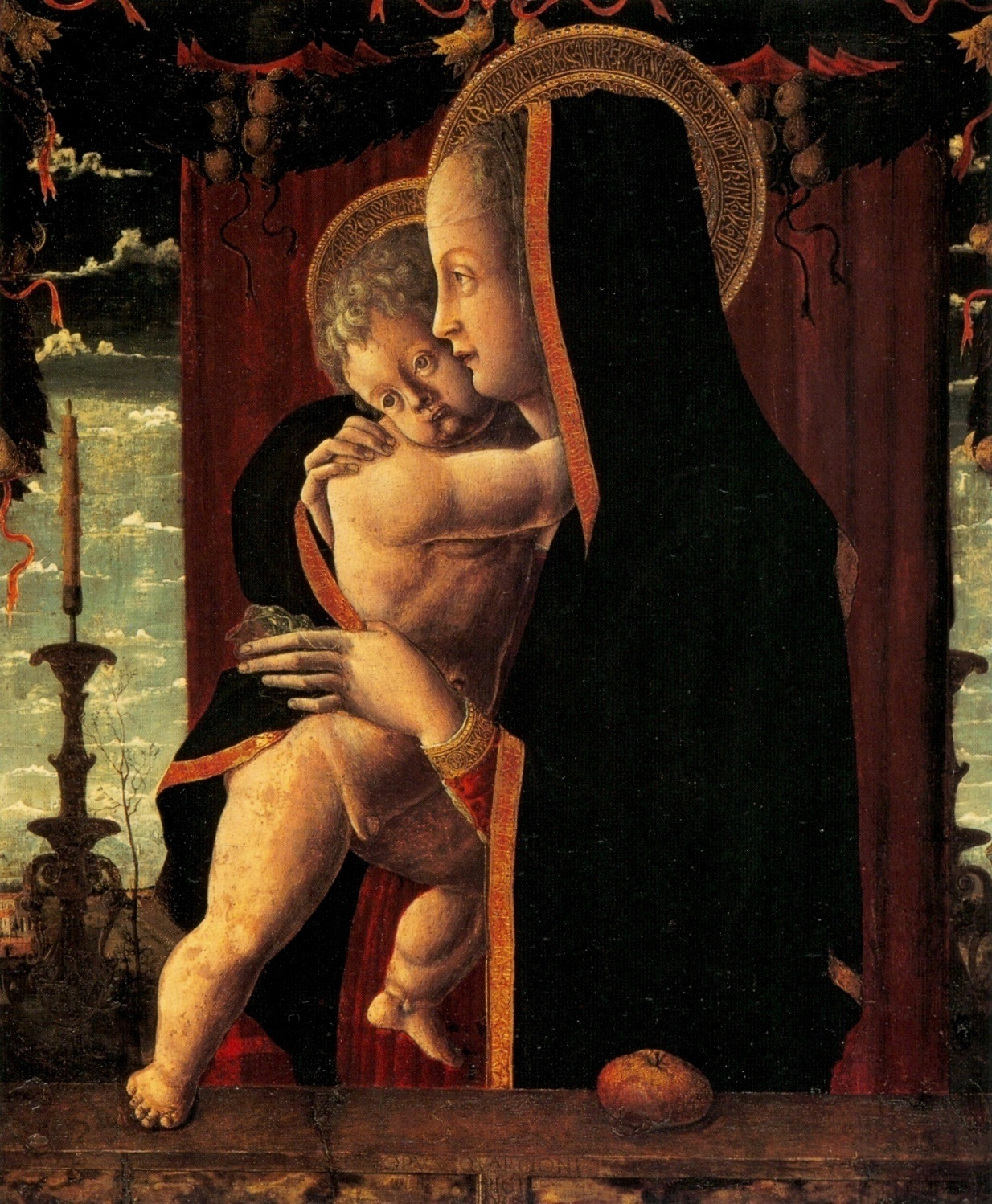
Francesco Squarcione, Madonna col Bambino (1455), Berlino, Gemäldegalerie

Fu maestro, tra gli altri, di Andrea Mantegna.
Le sue composizioni, secondo André Chastel, caratterizzate dalla «volontà di incorniciare le figure entro nicchie, archi, edicole pesanti, abbondantemente sagomate e intagliate a festoni di frutta e a fiori vistosi; [dalla...] preferenza incessante per le forme taglienti e spezzate, per le pietre, per i coralli, per i metalli ritagliati [e da] una certa propensione al patetico, ai volti dolorosi e ai gesti violenti», saranno gli elementi costanti del suo stile, definito sempre dallo storico Chastel come un «espressionismo nutrito di archeologia».

## Biografia
Figura a volte romanzata, non si sa niente della sua formazione. Sappiamo che in origine era un sarto, registrato nei documenti come «sartor et recamator», appassionato dell'antico tanto che forse intorno al 1420 si recò in Grecia. Dal 1426 nei documenti viene citato come «pictor». 
Sin dal 1431 nella sua scuola-bottega, fondata sull'accordo tra espressionismo donatelliano (di cui fu il maggior erede in terra padovana) e la tradizione tardogotica locale, furono accolti molti giovani, come testimonia Bernardino Scardeone che diceva di possedere una sua autobiografia: ben 137 allievi, spesso adottati e allo stesso modo sfruttati; l'"affiliazione" era infatti un modo per assicurarsi una collaborazione continuativa a basso costo.
Secondo i contratti stipulati con i suoi allievi nella sua bottega si impegnava a insegnare: costruzione prospettica, presentazione di modelli, e altro. Un esempio è il contratto, stipulato nel 1467, in cui il maestro si impegnava a insegnare al figlio di un altro pittore padovano, Uguccione:
"le raxon d'un piano lineato ben segondo el mio modo e meter figure sul dicto piano una in zà l'altra in là in diversi luogi del dicto piano e metere masarizie, zoè chariega, bancha, chasa, e darge intendere queste chose sul dicto piano e insegnarge intendere una testa d'omo in schurzo per figura de isomatria, zoè d'un quadro perfeto con el soto quadro in scorzo e insegnarge le raxon de uno corpo nudo mexurado de driedo e denanzi e metere ochi, naxo, bocha, rechie in una testa d'omo ai so luogi mexuradi e darge intendere tute queste cose a parte a parte, quanto a mi serà posibele e 'l dicto Franzesco serà chapaze a inparare...".

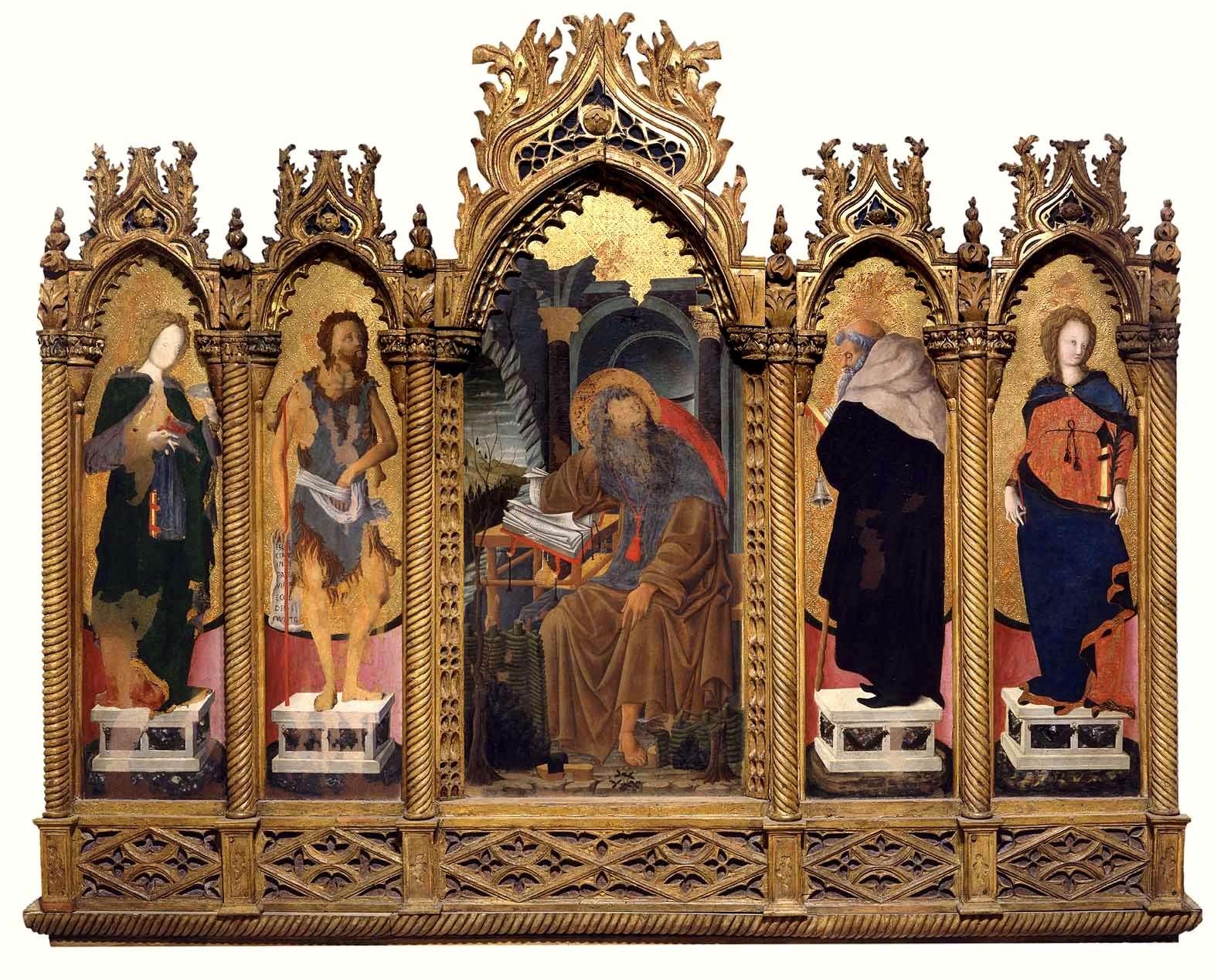
Polittico De Lazara, Padova, Museo Civico

L'organizzazione del lavoro nello studio dello Squarcione era rigorosa e grande importanza era data allo studio dei modelli. Probabilmente il suo metodo d'insegnamento consisteva nel far copiare frammenti antichi, disegni e quadri di varie parti d'Italia soprattutto toscani e romani, raccolti nella sua collezione, come dice il Vasari nella vita del Mantegna: «lo esercitò [a Mantegna] assai in cose di gesso formate da statue antiche, et in quadri di pitture, che in tela si fece venire di diversi luoghi, e particolarmente di Toscana e di Roma». Di questa collezione non si sa niente, ma si può presumere che ne facessero parte medaglie, statuette, iscrizioni antiche, e qualche pezzo di statue forse direttamente dalla Grecia, tutte opere frammentarie che venivano prese singolarmente per il loro vigore decontestualizzandole e accostandole arbitrariamente, metodo già usato dal Pisanello e da Jacopo Bellini, anche se lo Squarcione fu il primo a far entrare a pieno titolo l'archeologia dentro l'arte moderna.
L'influenza dalla scultura donatelliana, in cui la monumentalità si fonde con l'enfasi lineare, si può vedere nella Madonna col Bambino, realizzata nel 1455, ora conservata a Berlino ed esemplata sul modello di una placchetta donatelliana, in cui l'intensità espressiva di matrice donatelliana è unita a nuovi elementi, che passeranno ai suoi allievi: festoni di fiori e frutta, linea che sbalza le figure e esaspera i panneggi, colori intensi e marmorei. 
Tutto ciò si può vedere sviluppato nei suoi allievi, sebbene con esiti talvolta opposti: dal severo classicismo di Mantegna, all'esasperata decorazione fantastica degli "squarcioneschi", come Marco Zoppo, Carlo Crivelli e Giorgio Schiavone, in cui i contorni aspri e contorti si uniscono a colori irreali, marmorei e smaltati, dove la prospettiva è più intuita che scientifica e l'antico rappresenta una citazione erudita. 
Nel 1449 iniziò il polittico realizzato per la famiglia di Leone di Lazara con san Gerolamo nello scomparto centrale e quattro santi ai lati, terminato nel 1452.

## Opere
- Polittico De Lazara, 1449–52, Padova, Museo Civico.
- Madonna col Bambino, 1455 circa, Berlino, Gemäldegalerie.
- San Bernardino, 1453-1456, Museo Poldi Pezzoli, Milano
- Affreschi, Serravalle (Vittorio Veneto), Palazzo Troyer

### Opere di bottega
- Polittico con la Madonna col Bambino, Crocifissione e i santi Nicola da Bari, Matteo, Giovanni Battista, Pietro, Bartolomeo, Zeno, Lucia, Caterina d'Alessandria, Antonio Abate, Francesco, Agata e Orsola, tempera su tavola, 1445-60, Arzignano, rione Castello, chiesa della Visitazione della Beata Vergine Maria.